# Gernersgade
Gernersgade er en gade ved Nyboder i Indre By i København, der ligger mellem Store Kongensgade og Rigensgade. Gaden er opkaldt efter skibskonstruktør Henrik Gerner (1741-1787), der i sine sidste år var leder af skibsbyggeriet på Holmen, og som blandt andet opfandt hestetrukne muddermaskiner. Navnet skal ses i sammenhæng med det nærliggende kvarter Nyboder.

## Historie og bebyggelse
Gaden er en sammenlægning af tre gader i forlængelse af hinanden, Nye Gade, Cameel Gade og Merians Gade, der alle stammede fra kong Christian 4.'s anlæggelse af de første dele af Nyboder i 1630'erne og 1640'erne, om end husene fra den tid dog for længst er væk. Nye Gade skiftede som den første navn til Gernersgade i 1859, mens de to andre fulgte i 1893. Navneændringen skyldtes blandt andet et ønske om at skabe enkelthed ved, at gader i forlængelse af hinanden fik samme navn.
Nye Gade lå mellem Store Kongensgade og Borgergade og hed oprindeligt Elsdyrgade, senere Hundegade. De to tidligere navne udgjorde ligesom den tilstøde Cameel Gade dele af en større gruppe af gader mellem Store Kongensgade og Adelgade, der blev opkaldt efter dyr. Da Nyboder blev udvidet nordpå i 1780'erne blev gadenavnet Elsdyrsgade i øvrigt genoptaget der. I den gamle gade anlagdes toetages Nyboder-huse på den nordlige side i 1750'erne. På den modsatte side ligger der etageejendomme fra 1850'erne.
Cameel Gade lå mellem Borgergade og Adelgade, der oprindeligt gik på skrå og mødte gaden i et kryds kort før nuværende Kronprinsessegade. Midt langs den sydlige side ligger Sankt Pauls Plads med Sankt Pauls Kirke (opført 1872-1877), som gaden passerer bagom. På sydsiden af gaden mellem Borgergade og pladsen og tilsvarende på nordsiden mellem pladsen og Kronprinsessegade ligger de toetages såkaldte Grå Stokke, som arkitekten Olaf Schmidth opførte i 1888 hhv. 1890. De var inspireret af tidens arbejderboliger men tilpasset Nyboders eksisterende arkitektur. På den nordlige side med indgang fra Borgergade ligger Bygningskulturens Hus, der oprindeligt blev opført af arkitekten Bernhard Seidelin i 1859 som Søetatens Pigeskole og holdt i en historisk stil. På den sydlige side mellem pladsen og Kronprinsessegade ligger etageejendomme fra 1870, iblandet en ny gul ejendom fra 1991, der blev tegnet af Peter Fournais for AKB.
Merians Gade lå mellem Adelgade og Rigensgade og udgjorde en del af en gruppe gader med blomsternavne. Langs det meste af den sydlige side ligger en del af Byggeforeningshusene ved Nyboder, der blev opført af Arbejdernes Byggeforening i 1870-1872 efter tegninger af Frederik Bøttger. På den nordlige side ligger boligbebyggelsen Kaysergården, der blev opført af Ib og Jørgen Rasmussen for Københavns Socialfilantropiske Boligselskab i 1976. Der er tale om to dobbeltlænger mellem Gernersgade og parallelgaden Timiansgade. Bebyggelsen er opkaldt efter Harald Kayser, der et århundrede tidligere havde opført små rækkehuse på stedet.